# Collective Soul
Collective Soul est un groupe de rock américain venant de Stockbridge, en Géorgie. Ils ont bâti leur popularité avec du rock alternatif ainsi que de la radio rock.

## Histoire

### Les jeunes années
Avant de former Collective Soul, Ed Roland a étudié l'écriture et la composition de chanson au collège de la musique Berklee, à Boston. Ed a commencé à travailler pour «Real 2 Reel Studios» (qui appartenaient au père de Will Turpin) à Stockbridge durant les années 1980 jusqu'au début des années 1990. Ed travailla dans le domaine de la production et de la technologie pour des artistes locaux d'Atlanta. Il a aussi enregistré ses propres démos et un album solo, «Ed-E Roland», en 1991.

## Vidéographie

### Vidéoclips
1. Shine
2. Breathe
3. Gel
4. December
5. Smashing Young Man
6. The World I Know
7. Precious Declaration
8. Listen
9. Blame
10. She Said
11. Run
12. Needs
13. Why, Pt. 2
14. Perfect Day
15. Better Now
16. How Do You Love ?
17. Hollywood